# Avenue de Saint-Antoine (album d'Alonzo)
Albums de Alonzo
Règlement de comptes
(2015) 100 %
(2017)
Avenue de Saint-Antoine est le quatrième album d'Alonzo sorti le 20 mai 2016.

## Liste des pistes
| No  | Titre                                                             | Durée |
| --- | ----------------------------------------------------------------- | ----- |
| 1.  | Jupiter                                                           | 2:32  |
| 2.  | Vaillant                                                          | 3:35  |
| 3.  | Ils le savent (avec Jul)                                          | 3:31  |
| 4.  | Reste tranquille                                                  | 3:08  |
| 5.  | Regarde-moi                                                       | 3:44  |
| 6.  | La guerre                                                         | 4:12  |
| 7.  | Gilera                                                            | 2:13  |
| 8.  | Fais le job                                                       | 4:09  |
| 9.  | Parcours                                                          | 3:37  |
| 10. | Madame Alonzo (avec Leslie)                                       | 3:25  |
| 11. | Binta                                                             | 3:36  |
| 12. | ALZ                                                               | 3:44  |
| 13. | Comme avant                                                       | 4:20  |
| 14. | On met les voiles (Bande originale du film Pattaya) (Bonus Track) | 3:40  |
| 15. | Oh My God (avec Spike Miller) (Bonus Track)                       | 3:33  |

## Clips vidéos
- On met les voiles : 27 janvier 2016
- Vaillant : 20 avril 2016
- Regarde-moi : 13 mai 2016
- Ils le savent (avec Jul) : 23 mai 2016
- Binta : 8 juillet 2016
- Reste tranquille : 18 novembre 2016